# Pidonia sororia
Pidonia sororia là một loài bọ cánh cứng trong họ Cerambycidae.